# Ischnomyia
Genre
Ischnomyia est un genre d'insectes diptères de la famille des Anthomyzidae.

## Liste d'espèces
Selon Catalogue of Life (18 août 2013) & ITIS (18 août 2013) :
- Ischnomyia albicosta (Walker, 1849)
- Ischnomyia spinosa Hendel, 1911